# Homewood (Illinois)
Homewood es una villa ubicada en el condado de Cook en el estado estadounidense de Illinois. En el Censo de 2020 tenía una población de 19,463 habitantes y una densidad poblacional de 1.418,64 personas por km².

## Geografía
Homewood se encuentra ubicada en las coordenadas 41°33′34″N 87°39′43″O / 41.55944, -87.66194. Según la Oficina del Censo de los Estados Unidos, Homewood tiene una superficie total de 13.62 km², de la cual 13.49 km² corresponden a tierra firme y (0.93%) 0.13 km² es agua.

## Demografía
Según el censo de 2010, había 19323 personas residiendo en Homewood. La densidad de población era de 1.418,64 hab./km². De los 19323 habitantes, Homewood estaba compuesto por el 59.5% blancos, el 34.13% eran afroamericanos, el 0.11% eran amerindios, el 1.42% eran asiáticos, el 0.01% eran isleños del Pacífico, el 2.12% eran de otras razas y el 2.71% pertenecían a dos o más razas. Del total de la población el 5.86% eran hispanos o latinos de cualquier raza.